# Mare de Déu del Roser (Vilallonga del Camp)
La Mare de Déu del Roser és una església del municipi de Vilallonga del Camp (Tarragonès) inclosa en l'Inventari del Patrimoni Arquitectònic de Catalunya.

## Descripció
L'ermita del Roser està situada a la carretera de Vilallonga al Rourell, arran del cementiri municipal de Vilallonga. L'edifici és d'estil gòtic popular, com es pot observar a l'interior i en unes petites arcuacions que guarneixen la part alta de la façana, sota de la cornisa. En aquest mur destaca la porta d'entrada, d'arc una mica peraltat i format per grans dovelles.
L'ermita, de planta rectangular, consta d'una nau amb capelles i cambril a la capçalera. El cor és elevat i està situat als peus, damunt de bigues policromades de caràcter popular acabades en caps. La nau és coberta per un embigat de fusta, disposat a dues aigües i amb elements ornamentals. El conjunt és completat per diverses dependències adossades, així com per un gran pati davant de l'ermita, el qual disposa d'un pou cobert per una cupuleta de ceràmica de Manises.

## Història
L'edifici ha sofert diverses transformacions al llarg dels segles. En l'actualitat s'està restaurant i s'ha recuperat bona part de les pintures del presbiteri probablement del segle xvi, així com les decoracions de la capella del Sant Crist, del cambril i de les bigues de fusta, totes pintades amb sanefes i figures geomètriques.